# Томи Салинен
Томи Салинен (фин. Tomi Sallinen; 11. фебруар 1989, Еспо, Финска) професионални је фински хокејаш на леду који игра на позицији центра у нападу.
Тренутно игра за екипу ХК Црвена звезда Куенлуен у КХЛ лиги (од 2017). Каријеру је започео у финској екипи Еспо Блуза са којом је у два наврата играо у финалу националног плеј-офа (у сезонама 2007/08, 2010/11).
Са сениорском репрезентацијом Финске освојио је сребрну медаљу на Светском првенству 2014. у Минску.
Његов млађи брат Јере Салинен такође је професионални фински хокејаш.